# Веселинович, Младен
Мла́ден Весели́нович (серб. Младен Веселиновић, босн. и хорв. Mladen Veselinović; 4 января 1993, Зеница, Республика Босния и Герцеговина) — боснийский футболист, полузащитник клуба «Слога» Добой.

## Карьера
14 июля 2021 года подписал контракт с боснийским клубом «Слобода» Тузла.
1 июля 2022 года стал игроком боснийского клуба «Тузла Сити».
29 января 2023 года перешёл в казахстанский клуб «Кызыл-Жар».

## Достижения
«Слобода» Тузла
- Серебряный призёр чемпионата Боснии и Герцеговины: 2015/16

«Железничар» Сараево
- Серебряный призёр чемпионата Боснии и Герцеговины: 2019/20

## Клубная статистика
| Игровая карьера | Игровая карьера      | Игровая карьера | Лига | Лига | Кубок | Кубок | Межд. | Межд. | Др. | Др. |
| --------------- | -------------------- | --------------- | ---- | ---- | ----- | ----- | ----- | ----- | --- | --- |
| 2017/18         | Борац (Баня-Лука)    | А               | 25   | 1    | —     | —     | —     | —     | —   | —   |
| 2018/19         | Железничар (Сараево) | А               | 25   | 2    | —     | —     | 4     | 0     | —   | —   |
| 2019/20         | Железничар (Сараево) | А               | 18   | 1    | 1     | 0     | —     | —     | —   | —   |
| 2020/21         | Железничар (Сараево) | А               | 23   | 2    | —     | —     | 1     | 0     | —   | —   |
| 2021/22         | Слобода (Тузла)      | А               | 31   | 1    | 2     | 0     | —     | —     | —   | —   |
| 2022/23         | Тузла Сити           | А               | 13   | 1    | —     | —     | 1     | 0     | —   | —   |
| 2023            | Кызыл-Жар            | А               | 22   | 0    | 4     | 2     | —     | —     | —   | —   |